# Juan Pacheco

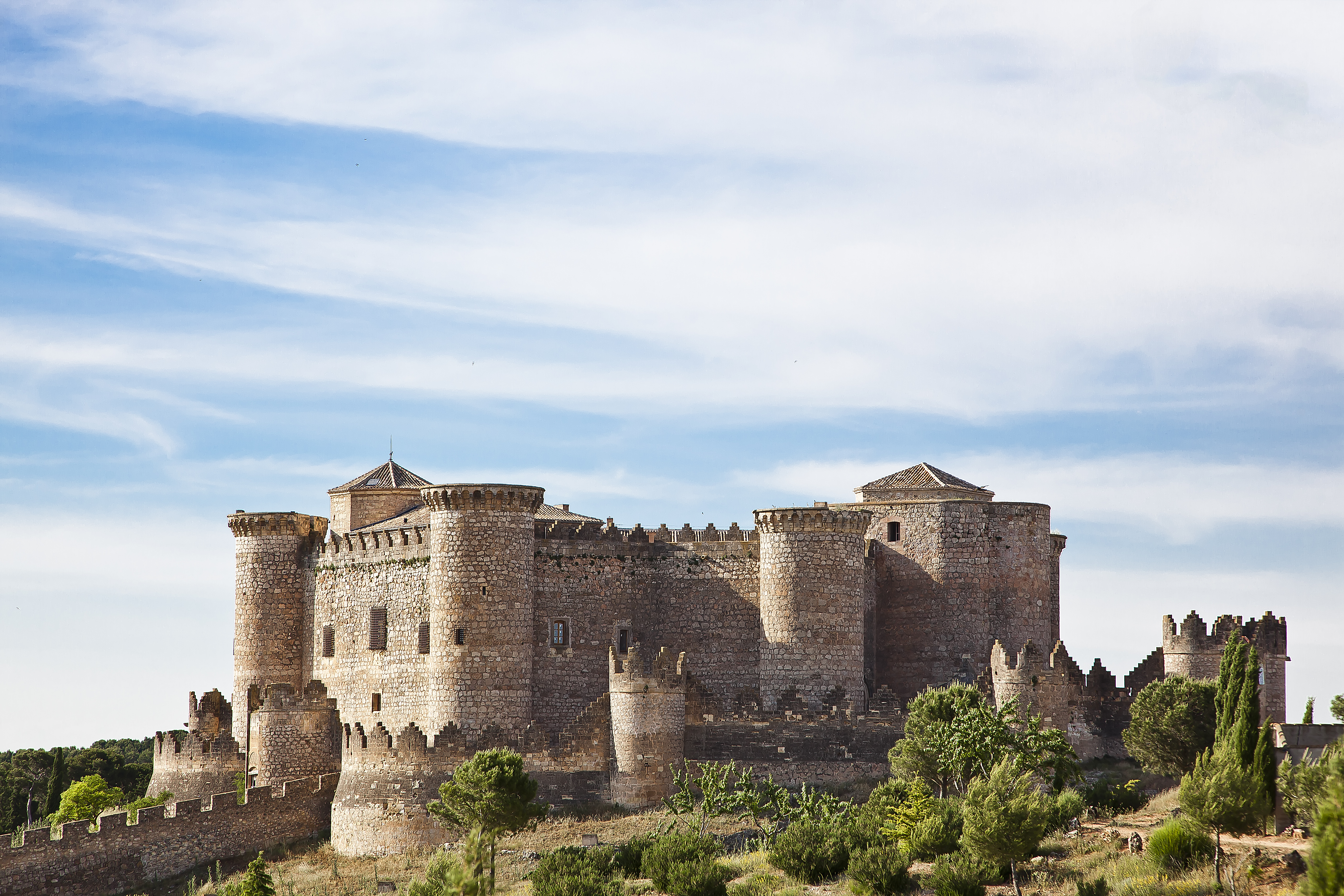
Castillo de Belmonte

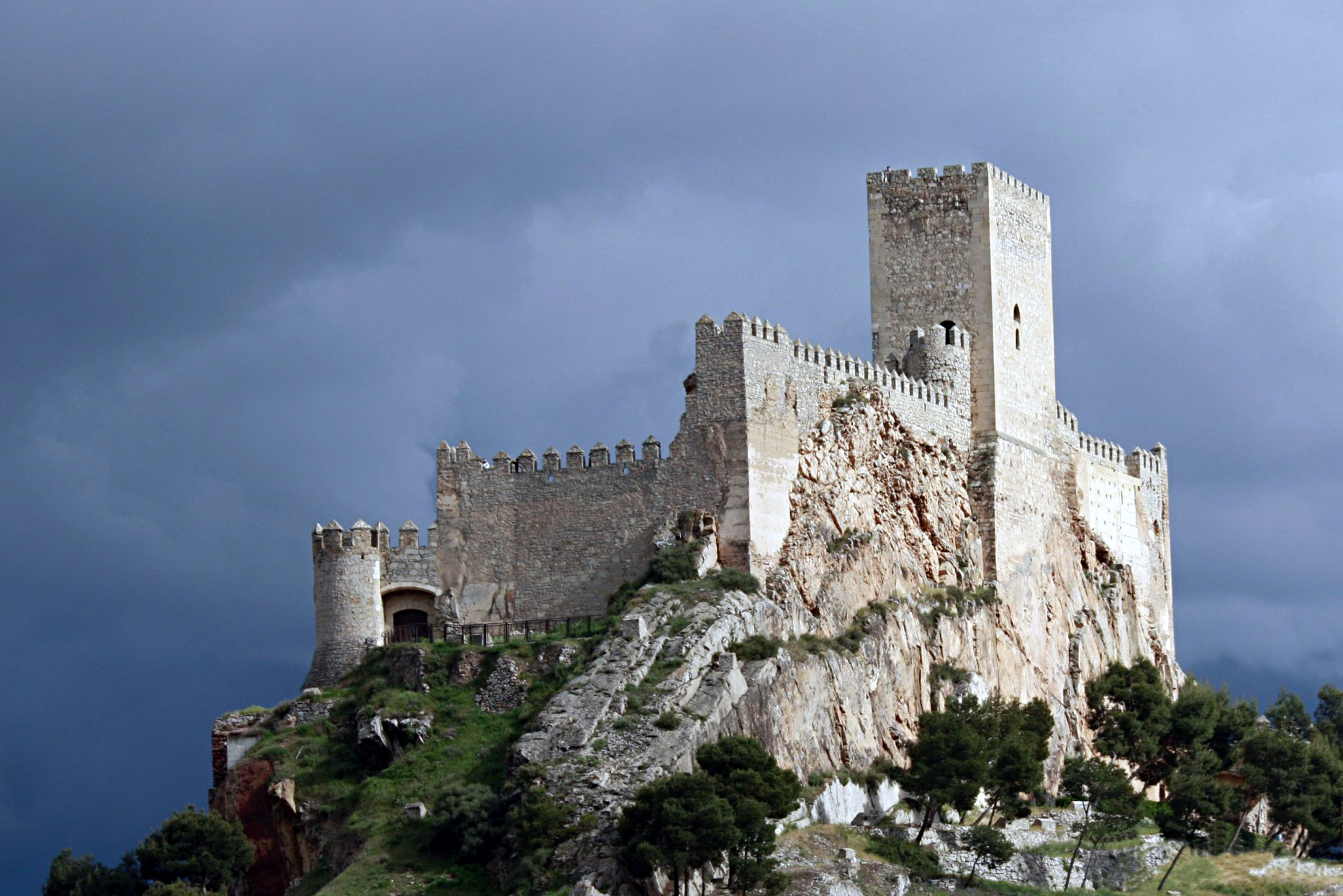
Castillo de Almansa

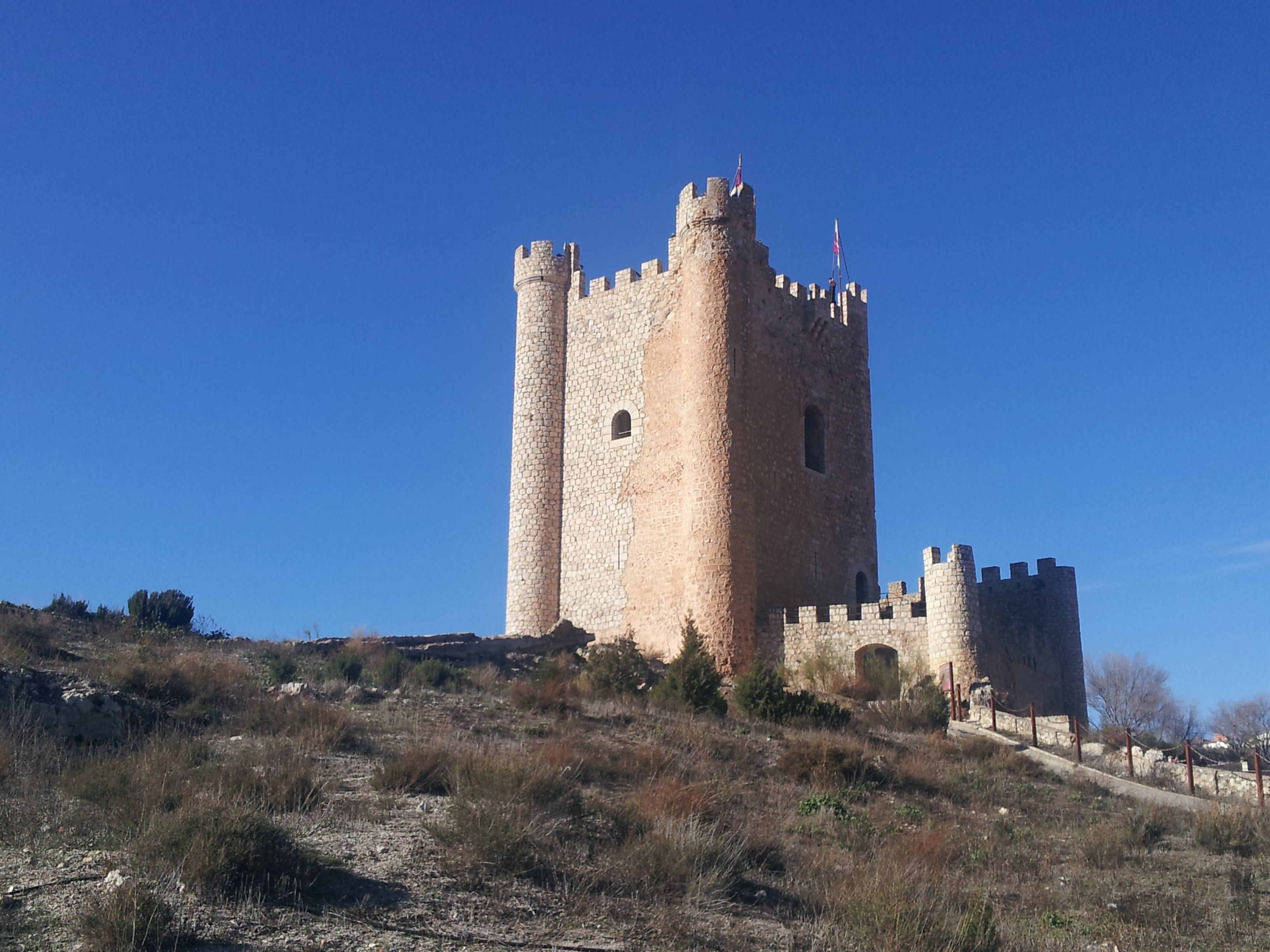
Castillo de Alcalá del Júcar

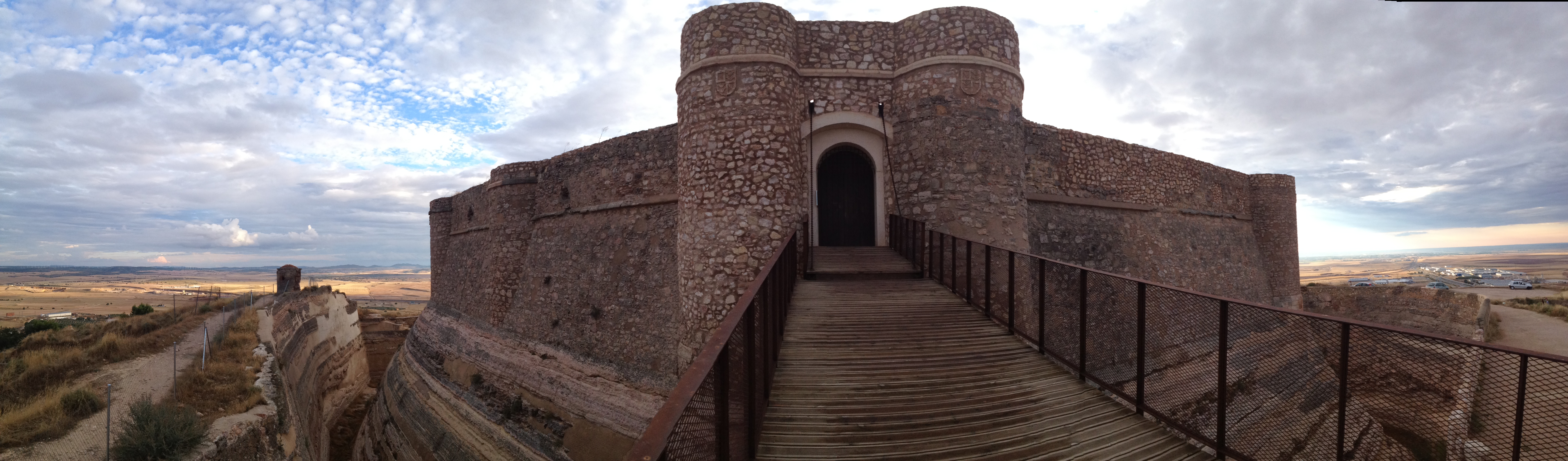
Castillo de Chinchilla

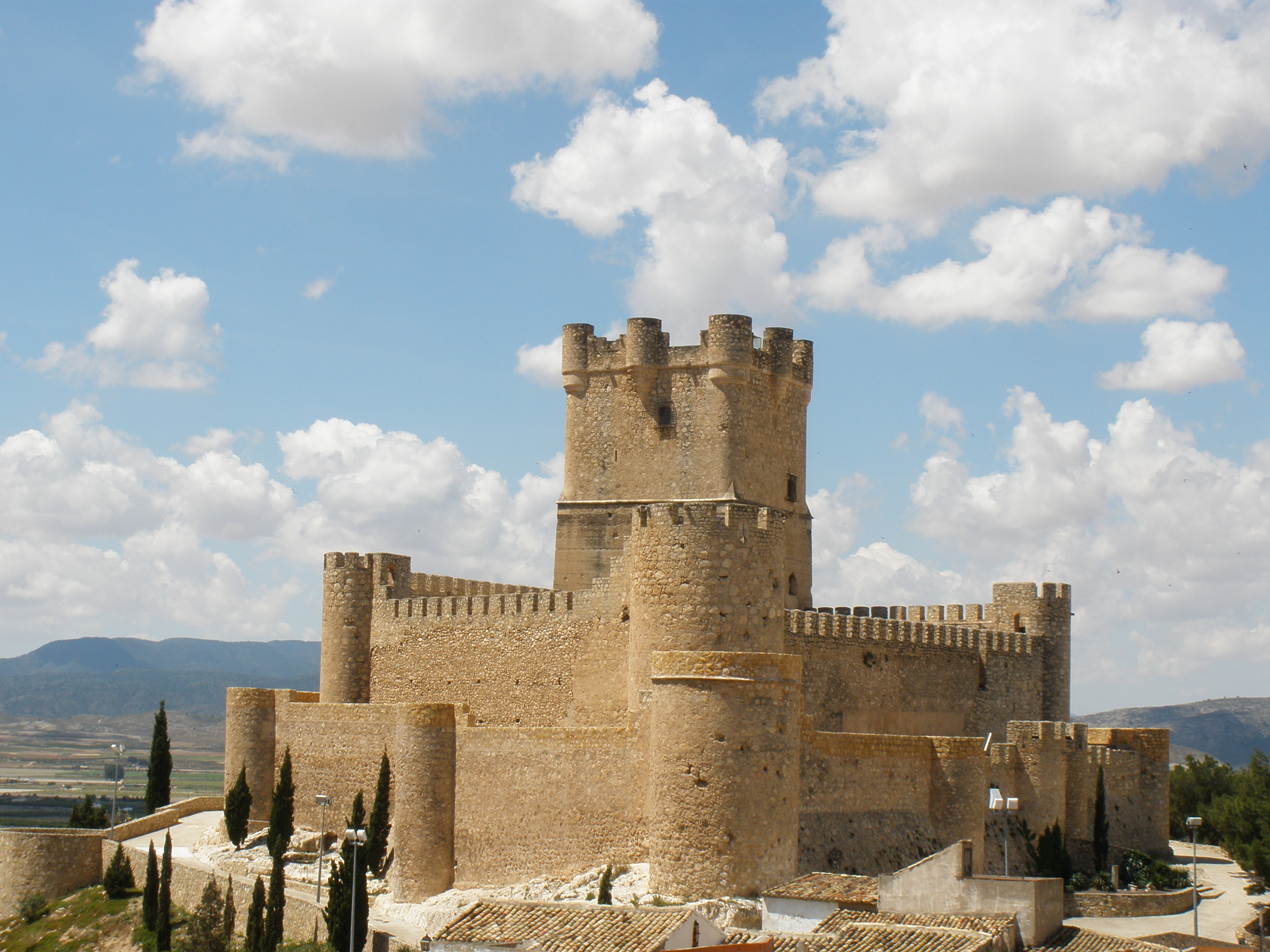
Castillo de Villena

Juan Fernández Pacheco y Téllez Girón (* 1419 in Belmonte bei Cuenca; † Oktober 1474 ebenda) Grande de España, Marqués de Villena und erster Herzog von Escalona.

## Leben
Die Eltern von Juan Pacheco waren María Pacheco, die Tochter Juan Fernandez Pachecos, dem ersten Herr von Belmonte bei Cuenca, und Alfonso Téllez Girón. Die Familie Pacheco wanderte nach der Schlacht von Aljubarrota (1385) aus Portugal nach Kastilien aus, wo sie Lehnsherren (señores) des Ortes Belmonte wurden. Über Belmonte ließ Juan Manuel die bereits existierende maurische Festung (alcazar) befestigen. Als Juan Pacheco im Jahr 1456 zum Marqués de Villena aufgewertet wurde, bekam er diese als dauerndes Lehen.
In seiner Kindheit war Juan Pacheco Menino von Heinrich IV. von Kastilien. Seine formale Rolle am Hof von Kastilien war Page von Álvaro de Luna.
Juan Pacheco spielte eine maßgebliche Rolle in der kastilischen Politik der letzten Jahre der Regentschaft von Johann II. von Kastilien bis nahezu zur Regentschaft von Isabella I. von Kastilien. Er beriet Heinrich IV. von Kastilien und traf die politischen Entscheidungen. Nach der ersten Schlacht von Olmedo (1445) wurde er 1456 zum Marqués de Villena aufgewertet. Für die Dienste bei der militärischen Auseinandersetzung wurde sein Bruder Pedro Girón von 1445 bis 1466 zum Meister des Orden von Calatrava ernannt.
Bei einem Vermittlungsversuch in einem Konflikt zwischen Heinrich IV. von Kastilien und Johann II. von Kastilien vertrat Juan Pacheco die Seite König Heinrichs und Álvaro de Luna die Seite Johanns. In den Jahren von 1451 bis 1456 war Juan Pacheco Adelantado mayor de Castilla und von 1461 bis 1462 Merino Mayor de Asturias (oberster Richter in Landstreitigkeiten in Asturien).
Mit einem sozialen Netzwerk ließ er Alfons von Kastilien in Ávila von 1465 bis 1468 zum König von Kastilien ausrufen, welchen er im Jahr 1467 als Großmeister des Santiagoorden ablöste.
Die Schwester von Juan Pacheco, Beatriz Pacheco, heiratete 1454 Rodrigo Portocarrero, den ersten Grafen von Medellín († 1467).
Im Jahr 1466 wurde sein Neffe, Rodrigo Téllez Girón Großmeister des Calatravaordens. Juan Pacheco war der Mentor von Rodrigo Téllez Girón und wurde 1469 diesem in seiner Funktion als Großmeister beigeordnet, womit er in zwei maßgeblichen sozialen Organisationen in Kastilien Entscheidungsträger war.
Im Jahr 1472 verlieh Heinrich IV., Juan Pacheco den Titel Herzog von Escalona.

## Bauten
Als Grundherr (señor) über verschiedene Städte ließ Juan Pacheco mehrere Burgen (castillos) er- oder ausbauen – darunter die von Belmonte, Alcalá del Júcar, Almansa, Chinchilla und Villena.

## Nachfahren
Zu den Nachfahren Juan Pachecos gehörte Diego López de Pacheco (1599–1653), welcher in den Jahren 1640–42 der 17. Vizekönig von Neuspanien war.